# Карл Бергман (диригент)
Карл Бергман (нім. Carl Bergmann; 12 квітня 1821, Еберсбах — 10 серпня 1876, Нью-Йорк) — німецько-американський диригент і віолончеліст.

## Біографія
У 1827 році він почав навчання в Адольфа Циммермана в Циттау, а потім навчався в органіста-композитора Адольфа Хессе в Бреслау. З 1842 року він диригував і грав на віолончелі в Бреслау. У 1848 році Бергман залишив Німеччину (за деякими відомостями, через свою участь в революції) і вирушив до США як концертмейстер віолончельної групи Оркестру Німеччина (англ. Germania Musical Society), повністю сформованого з німецьких музикантів; пізніше в тому ж році він зайняв місце диригента. Разом з оркестром Бергман влаштувався в Бостоні, звідки колектив постійно відлучався на гастролі всією країною, ведучи при цьому жваву концертну діяльність і в самому місті: так, 2 квітня 1853 року оркестр під керуванням Бергмана вперше в Бостоні виконав Дев'яту симфонію Людвіга ван Бетовена, викликавши захоплені відгуки місцевої критики.
У 1854 році Оркестр Німеччина припинив своє існування, і Бергман вирушив до Чикаго, але не вжився з місцевими оркестрантами і перебрався в Нью-Йорк, щоб очолити Чоловіче хорове товариство «Аріон» (нім. Männergesangverein Arion), яке складалося з американців німецького походження. Навесні наступного року він отримав можливість замінити хворого Теодора Ейсфельда на подіумі Нью-Йоркського філармонічного оркестру, виконавши увертюру Ріхарда Вагнера до опери «Тангойзер». Наступні десять років Бергман поділяв керівництво оркестром з Ейсфельдом (який вже одужав), а в 1865—1876 очолював його одноосібно. Крім того, Бергман деякий час грав на віолончелі в складі фортепіанного квінтету, піаністом якого був Теодор Томас, незабаром після цього очолив власний оркестр і конкурував з Бергманом настільки вдало, що в 1877 року був запрошений зайняти його місце.